# Cerkiew Świętych Apostołów Piotra i Pawła w Jarosławiu (park Pietropawłowski)
Cerkiew Świętych Apostołów Piotra i Pawła – prawosławna cerkiew w Jarosławiu, w jurysdykcji eparchii jarosławskiej Rosyjskiego Kościoła Prawosławnego.

## Historia
Cerkiew została ufundowana przez Iwana Zatrapieznowa na terenie manufaktury tekstylnej. Wzniesiono ją według projektu Domenica Trezziniego, według którego wcześniej powstał sobór Świętych Apostołów Piotra i Pawła w Twierdzy Pietropawłowskiej. Według tradycji car Piotr podarował fundatorowi świątyni ikonę Zmartwychwstania Pańskiego wykutą w kości słoniowej. Świątynia jest dwupozioma: w pierwszej kolejności ukończono i wyświęcono cerkiew Świętych Symeona i Anny (1737), a w 1744 górną cerkiew Świętych Piotra i Pawła. Fundator zmarł przed ukończeniem prac budowlanych i został pochowany w 1741 w pobliżu wejścia do budynku sakralnego. W 1835 we wnętrzu niższej cerkwi ustawiono nowy ikonostas i urządzono dwa ołtarze boczne św. Sawy i Opieki Matki Bożej. W 1880 cerkiew została odremontowana ze środków Andrieja Karzinkina i Nikołaja Igumowa, właścicieli manufaktury. W czasie renowacji pozłocono ikonostas, wstawiono do wnętrza nowe ikony, wyposażono cerkiew w srebrne naczynia liturgiczne, panikadiło i nowe szaty kapłańskie, a także pomalowano ściany. Odnowiono również iglicę świątyni, uszkodzoną podczas burzy w 1884. W latach 1887–1888 malarze Jegorow i Katasiew wykonali freski w górnej cerkwi. Od 1871 przy cerkwi działały szkoła, szpital i instytucje udzielające pomocy ubogim.
W 1929 władze radzieckie zamknęły cerkiew i zaadaptowały ją na klub oraz kino, a następnie kawiarnię. Rosyjski Kościół Prawosławny odzyskał obiekt w 1997.